# TOP 오스
TOP 오스(네덜란드어: Top Oss, 네덜란드어 발음: [ˈtɔp ɔs])는 네덜란드 오스의 축구 클럽으로, 현재 에이르스터 디비시에서 활동하고 있다.
1928년 4월 9일 TOP(네덜란드어: TOP)이라는 이름으로 창단했으며 1994년에 팀 명칭을 TOP 오스(네덜란드어: TOP Oss)로 변경했다. 그 후 2009년에 팀 명칭을 FC 오스(네덜란드어: FC Oss)로 변경했고 2018년 구단 명칭을 TOP 오스(네덜란드어: TOP Oss)로 변경했다.

## 선수 명단

### 현역
참고: FIFA 자격 규정에 따라 소속된 국가대표팀 국기를 표시합니다. 선수는 복수의 FIFA 비회원국 국적을 가지고 있을 수 있습니다.
| 번호 | 포지션 | 국적       | 이름                |
| ---- | ------ | ---------- | ------------------- |
| 1    | GK     |            | 마이크 하베코테     |
| 7    | DF     | 수리남     | 루치아노 슬라그비어 |
| 20   | DF     | 퀴라소     | 조반니 트루페       |
| 22   | MF     | 엘살바도르 | 엔리코 헤르난데즈   |

| 번호 | 포지션 | 국적 | 이름 |
| ---- | ------ | ---- | ---- |

## 역대 감독
| 감독        | 임기   |
| ----------- | ------ |
| 쇼어스 울티 | 2024 ~ |